# Porricondylinae
Porricondylinae (лат.) — подсемейство двукрылых семейства галлицы.

## Описание
Простые глазки не развиты. Усики с петлевидными сенсорными нитями. Первый членик лапок короче второго. Личинки большинства видов развиваются в грибах. Некоторые виды — фитофаги, в том числе на культурных растениях цитрусовых, хлопчатнике и манго.

## Классификация
Включает 571 видов из 88 родов и трёх триб Dicerurini, Porricondylini и Asynaptini.

## Палеонтология
Древнейшие ископаемые представители подсемейства известны из отложений готеривского яруса мелового периода (132,6—125,77 млн лет).